# 巴耳馨
巴耳馨（希臘語：Βαρσίνη；前363年—前309年），她是波斯赫勒斯滂弗里吉亞總督阿爾塔巴左斯的女兒，母親是羅德島人，第一任丈夫是羅德島的門托耳。當門托耳逝世後，她改嫁給門托耳的弟弟門農。在前334年，門農把巴耳馨和她的孩子送到波斯大流士三世處作為人質，表示忠誠。之後，門農病逝，當大流士三世於伊蘇斯戰役中遭到擊敗，巴耳馨所在的大馬士革落入馬其頓將軍帕曼紐手上，於是巴耳馨被交給了亞歷山大大帝。在苏萨集体婚礼中，她和门托耳的女儿被嫁给尼阿库斯。
根據普魯塔克記載，當時帕曼紐慫恿亞歷山大接近巴耳馨，使巴耳馨和亞歷山大之間有一段情。因此傳言海格力斯是巴耳馨和亞歷山大所生的私生子。當亞歷山大於前322年逝世時，巴耳馨的女婿尼阿库斯就提議把海格力斯作為新任國王，但被否決。在根據西西里的狄奧多羅斯和查士丁記載比照，可知海格力斯在帕加馬受巴耳馨養育長大。最後波利伯孔在亚历山大三世的嫡子亚历山大四世被杀后，有意立海格力斯为王，但在卡山德勸誘下，巴耳馨與海格力斯一同被波利伯孔所謀殺。